# 黃贊鉉
黃贊鉉（1953年7月2日—），是大韓民國的政治人物，曾出任大韩民国监查院院長。

## 生平
黃贊鉉中學就讀馬山高等學校，後進入首爾大學獲取法學學士。
2013年12月2日，韩国總統朴槿惠任命他為監查院院長。到2015年4月，韩国总理李完九辞职，政界傳出他與法务部部長黄教安、韓光玉、金鍾仁、韩惪洙等人可能被任命為新一任韩国总理。